# Viciria pavesii
Viciria pavesii es una especie de araña saltarina del género Viciria, familia Salticidae. Fue descrita científicamente por Thorell en 1877.
Habita en Tailandia, Malasia, Singapur e Indonesia.